# Chronique religieuse
La Chronique religieuse est une revue ayant paru de 1818 à 1821. 
Prenant la suite officieuse des Annales de la religion, elle est rédigée par les membres et partisans de l'ancienne Église constitutionnelle, dans une optique gallicane et janséniste. 
Les principaux rédacteurs sont l'abbé Grégoire, Jean-Denis Lanjuinais, les anciens évêques constitutionnels Claude Debertier et Jean-Baptiste Pierre Saurine. On compte aussi des juristes comme Pierre Jean Agier, ancien président de la Cour impériale.
La Chronique religieuse prend la défense des prêtres constitutionnels ayant refusé le Concordat de 1801, et qui sont souvent inquiétés par les autorités ecclésiastiques. 
De tradition janséniste, elle considère (comme l'ont toujours affirmé les jansénistes) que le « jansénisme » n'existe pas et qu'il ne s'agit que de la doctrine officielle et traditionnelle de l'Église, injustement condamnée par de mauvais théologiens. Elle soutient également le gallicanisme traditionnel et défend la mémoire de Jacques-Bénigne Bossuet contre les attaques des ultramontains et notamment de Joseph de Maistre.